# Koń wschodniopruski
Koń wschodniopruski – rasa koni półkrwi angielskiej wyhodowana w Prusach Wschodnich o typie wszechstronnie użytkowym. Konie wschodniopruskie w latach późniejszych nazwano koniem mazurskim a następnie konie mazurskie o pochodzeniu trakeńskim i wschodniopruskim połączono z nieco lżejszymi końmi poznańskimi w jedną rasę koni wielkopolskich.
Na hodowlę koni półkrwi w Polsce duży wpływ wywarły rasy niemieckie, austro-węgierskie oraz w mniejszym stopniu francuskie. Hodowle prowadzone w XIX w. w Kwidzynie, Kętrzynie, Braniewie czy w Wystruciu opierały się głównie na ogierach dostarczanych z Państwowego Stada Koni w Trakenach, które kryły miejscowe klacze. Zasadniczym celem hodowli było zaopatrzenie armii w konie typu wierzchowego. Hodowcy konia wschodniopruskiego zrzeszali się w Związku H.K. pod nazwą (Ostpreussische Stutbuch- gesellschaft fur Warmblut Trakechner Abstammmung), z siedzibą w Królewcu.
Wysokość w kłębie: 155 cm (klacz) – 168 cm (ogier).
Masa: 500 kg (klacz) – 700 kg (ogier) .